# إيمين نوري
إيمين نوري (بالسويدية: Emin Nouri)‏ (22 يوليو 1985 بكارجلي في بلغاريا - ) هو لاعب كرة قدم سويدي في مركز الدفاع. شارك مع منتخب السويد تحت 21 سنة لكرة القدم ومنتخب أذربيجان لكرة القدم. أما مع النوادي، فقد لعب مع نادي كالمار ونادي أوسترس.

## روابط خارجية
- إيمين نوري على موقع اتحاد السويد (السويدية)
- إيمين نوري على موقع قاعدة بيانات كرة القدم.إي يو (الإنجليزية)
- إيمين نوري على موقع ناشيونال فوتبول تيمز (الإنجليزية)
- إيمين نوري على موقع Soccerway.com (الإنجليزية)